# Phytodrymadusa miramae
Phytodrymadusa miramae är en insektsart som först beskrevs av Boris Petrovich Uvarov 1929.  Phytodrymadusa miramae ingår i släktet Phytodrymadusa och familjen vårtbitare. Inga underarter finns listade i Catalogue of Life.